# Coatbridge
Coatbridge er en by i det centrale Skotland, med et indbyggertal (pr. 2001) på cirka 41.000. Byen ligger i kommunen North Lanarkshire, ca. 15 kilometer øst for Glasgow.